# Harry Bonavia
Harry Arthur Bonavia (ur. 4 stycznia 1908) – maltański piłkarz wodny, olimpijczyk.
W 1928 roku wystąpił wraz z drużyną na igrzyskach olimpijskich w Amsterdamie (były to jego jedyne igrzyska olimpijskie). Podczas tego turnieju zagrał jedynie w meczu 1/8 finału z Luksemburgiem (pierwsze spotkanie Malty na igrzyskach). Maltańczycy wygrali ten pojedynek 3–1, a Bonavia był strzelcem jednej z bramek. Dwa następne pojedynki Maltańczycy wysoko przegrali i nie zdobyli olimpijskich medali.